# Wnory-Wypychy
Wnory-Wypychy – wieś sołecka w Polsce położona w województwie podlaskim, w powiecie wysokomazowieckim, w gminie Kulesze Kościelne.
Zaścianek szlachecki Wypychy należący do okolicy zaściankowej Wnory położony był w drugiej połowie XVII wieku w powiecie tykocińskim ziemi bielskiej województwa podlaskiego. W latach 1975–1998 miejscowość administracyjnie należała do województwa łomżyńskiego.
Wierni kościoła rzymskokatolickiego należą do parafii św. Bartłomieja Apostoła w Kuleszach Kościelnych lub do parafii Matki Boskiej Szkaplerznej w Starych Wnorach.

## Historia

### Historia miejscowości
Wieś założona w XV lub XVI w. przez potomków Wnora, przybysza ze wsi Kłoski w łęczyckiem i założyciela Wnorów Starych. Zamieszkiwana przez drobną szlachtę herbu Rola.
Spis podatkowy z 1580 wymienia Mateusza, syna Augusta Wnorowskiego, właściciela 10 włók ziemi.
Słownik geograficzny Królestwa Polskiego i innych krajów słowiańskich podaje, że w roku 1827 we Wnorach-Wypychach, należących do gminy Piszczaty, w 24 domach żyło 112 mieszkańców.
Dane z 1891 mówią o 27 drobnoszlacheckich gospodarzach, użytkujących 206 ha ziemi. Średnie gospodarstwo liczyło 7,6 ha. W 1921 w miejscowości 30 domów i 172 mieszkańców.

### Grodzisko

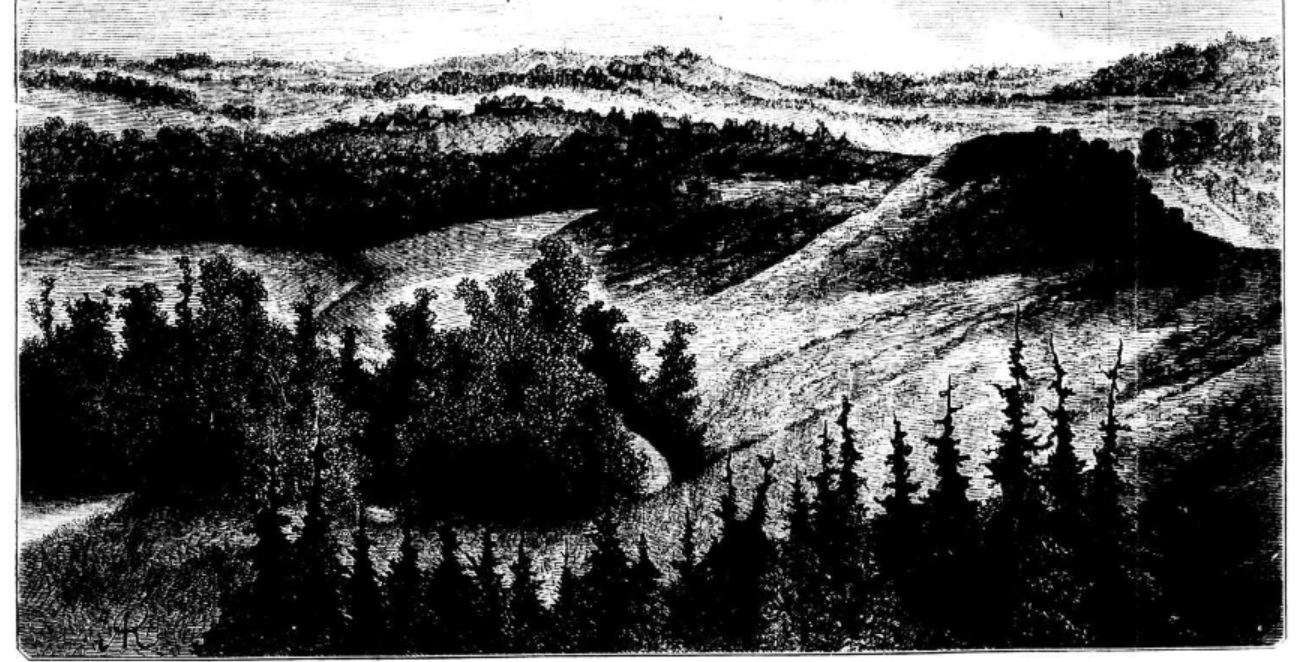
Grodzisko pod wsiami Wnory i Grodzkie 1873

W pobliżu wsi nad rzeczką Rokitnicą, dopływem Śliny, usytuowane pierścieniowate grodzisko, prawdopodobnie noszące nazwę Międzyług. Funkcjonowało w XII i XIII w., w późniejszym okresie zostało zniszczone przez pożar. Konstrukcji ziemno-drewniano-kamiennej, otoczone wałem o wysokości 14–24 m. Majdan owalny długości 100 m i szerokości 68 m. Opodal znajdowało się podgrodzie, w którym odnaleziono ślady produkcji żelaza.
Na wzgórzu, na północny wschód od grodziska cmentarzysko z grobami w obstawie kamiennej, tzw. Żale.

## Obiektyzabytkowe
- dom drewniany z początku XX w.